# Porphyrinia lutosa
Porphyrinia lutosa är en fjärilsart som beskrevs av Otto Staudinger 1891. Porphyrinia lutosa ingår i släktet Porphyrinia och familjen nattflyn. Inga underarter finns listade i Catalogue of Life.